# Alex Jensen
Alexander Young Jensen, detto Alex (Pocatello, 16 maggio 1976), è un ex cestista e allenatore di pallacanestro statunitense, professionista in Turchia e in Giappone.

## Carriera
Ha guidato gli Stati Uniti ai Campionati americani del 2022.

## Palmarès
- Campione CBA (2003)
- CBA All-Defensive First Team (2003)
- Dennis Johnson Coach of the Year Award (2013)